# The 18th Letter
The 18th Letter – pierwszy solowy album amerykańskiego rapera o pseudonimie Rakim. Ukazał się 4 listopada 1997 nakładem wytwórni MCA Records. Wersja specjalna zawierała dodatkowy krążek typu greatest hits zatytułowany The Book of Life.

## Lista utworów
Opracowano na podstawie źródła.
| #  | Tytuł                                     | Producent      | Sample | Czas |
| -- | ----------------------------------------- | -------------- | --- | ---- |
| 1  | "Intro"                                   | Rakim          | | 0:12 |
| 2  | "The 18th Letter (Always And Forever)"    | Father Shaheed | - The Smith Connection - "Rainy Days & Mondays" - Lyn Collins - "Do Your Thing"                                       | 3:01 |
| 3  | "Skit"                                    | Rakim          | | 0:23 |
| 4  | "It's Been A Long Time"                   | DJ Premier     | - Eric B. & Rakim – "I Know You Got Soul" - Cecil Holmes - "Call Me (Come Back Home)"                                 | 3:58 |
| 5  | "Remember That"                           | DJ Clark Kent  | - Pleasure - "Thoughts of an Old Flame"                                                                               | 4:40 |
| 6  | "The Saga Begins"                         | Pete Rock      | - Monty Alexander - "Love Has a Way" - Mobb Deep – "Hell on Earth (Front Lines)"                                      | 4:22 |
| 7  | "Skit"                                    | Rakim          | | 0:19 |
| 8  | "Guess Who’s Back"                        | DJ Clark Kent  | - Bob James - "Shamboozie" - Public Enemy – "Bring the Noise" - Eric B. & Rakim – "My Melody"                         | 4:11 |
| 9  | "Stay A While"                            | DJ Clark Kent  | - Loose Ends – "Stay a Little While, Child"                                                                           | 4:25 |
| 10 | "New York (Ya Out There)"                 | DJ Premier     | - James Brown – "Down and Out in New York City" - Mountain – "Long Red" - Busy Bee Starski / Rodney Cee - "MC Battle" | 4:04 |
| 11 | "Show Me Love"                            | Nick Wiz       | - Hubert Eaves III - "Under Standing"                                                                                 | 4:19 |
| 12 | "Skit"                                    | Rakim          | | 0:19 |
| 13 | "The Mystery (Who Is God?)"               | Naughty Shorts | - The Sylvers - "I’ll Never Let You Go" - Charles McPherson - "Good Morning Heartache"                                | 5:20 |
| 14 | "When I’m Flowin'"                        | Pete Rock      | - Monty Alexander - "A Time for Love" - Don Sebesky - "The Distant Galaxy" - Big Daddy Kane – "Just Rhymin' With Biz" | 5:05 |
| 15 | "It's Been A Long Time (Suave House Mix)" | Mo-Suave-A     | - Mountain - "Long Red"                                                                                               | 3:59 |
| 16 | "Guess Who’s Back (Alternative Mix)"      | DJ Clark Kent  | | 4:10 |
| 17 | "Outro"                                   | Rakim          | | 1:20 |

### The Book of Life
1. "I Know You Got Soul" z albumu Paid in Full
2. "Follow the Leader" z albumu Follow the Leader
3. "Eric B. is President" z albumu Paid in Full
4. "Microphone Fiend" z albumu Follow the Leader
5. "I Ain’t No Joke" z albumu Paid in Full
6. "Lyrics of Fury" z albumu Follow the Leader
7. "My Melody" z albumu Paid in Full
8. "Know the Ledge" z albumu Don't Sweat the Technique
9. "Move the Crowd" z albumu Paid in Full
10. "Let the Rhythm Hit ’Em" z albumu Let the Rhythm Hit 'Em
11. "Mahogany" z albumu Let the Rhythm Hit 'Em
12. "In the Ghetto" z albumu Let the Rhythm Hit 'Em
13. "Casualties of War" z albumu Don't Sweat the Technique
14. "The Punisher" z albumu Don't Sweat the Technique
15. "Paid in Full" z albumu Paid in Full